# Lathyrus whitei
Lathyrus whitei là một loài thực vật có hoa trong họ Đậu. Loài này được Kupicha miêu tả khoa học đầu tiên.